# Anita Ogulin
Anita Ogulin, slovenska humanitarka, prostovoljka in novinarka, * 26. februar 1952, † 16. julij 2024.
Rodila se je v skromni družini; oče je bil popolnoma slep, mati slabovidna.
Pred vstopom v humanitarno delo je opravljala različna dela, med drugim je kmetovala, urejala vrtove, opravljala tajniška in referentska opravila ter bila novinarka in sourednica delavskega časopisa. Bila je dolgoletna sekretarka Zveze prijateljev mladine (ZPM) Ljubljana Moste – Polje, kasneje je postala njena predsednica; je tudi vodja projekta Botrstvo, ki ga je ZPM MP 2010 predlagala botra Brigita Štular. Bila je invalidsko upokojena in zadnja leta delala v ZPM-ju Ljubljana Moste-Polje kot prostovoljka. Za svoje humanitarno delo je prejela številna priznanja in odlikovanja.
V letu 2024 se je še za njenega življenja Zveza prijateljev mladine Ljubljana Moste - Polje v njeno čast preimenovala v Zveza Anita Ogulin in ZPM. Spremembo imena je potrdila skupščina organizacije aprila 2024.
Pokopana je bila z vojaškimi častmi v prisotnosti predsednice republike Nataše Pirc Musar, premieja Goloba in župana Jankovića.

## Zasebno
Je mati humanitarca Simona Ogulina, dolgoletnega oskrbnika Vile Šumica, in Karmen Ogulin ter babica dvema vnukoma.
Leta 2022 je z javnostjo delila, da je zbolela za levkemijo in difuznim B-celičnim limfomom, za posledicami je dve leti kasneje, 16. julija 2024, tudi umrla. V času njenega boja z zahrbtno boleznijo je njena dobra prijateljica, humanitarka in nevrologinja Ninna Kozorog začela akcijo »Anitina srca«, ki je prerastla v vseslovensko gibanje. Šlo  je za akcijo, ki je spodbujala ljudi, da na kamenček narišejo srce, ga pustijo na poljubnem mestu in z njimi širijo človekoljubno sporočilo Anite Ogulin.
Kot nekdanja družbenopolitična delavka se je večkrat glasno izrekala proti nekaterim ukrepom, zlasti desnih vlad, največkrat skozi prizmo otrok in mladine. Predvsem je bil slišan njen glas o domnevnem poslabšanju stanja med otroci zaradi ukrepov ob pandemiji koronavirusa, kar so pogosto povzemali tudi med protivladnimi protesti v Sloveniji (2020–2022). Med drugim je bila tudi podpisnica peticije za pravico do evtanazije.
Posmrtno je izšla njena avtobiografija Tako zelo vas imam rada, ki jo je ob pomoči moža in otrok zapisal novinar Vasja Jager (2025).

## Nagrade in odlikovanja
- 2012 – Slovenka leta po izboru Nedeljskega dnevnika[6]
- 2013 – Delova osebnost leta[5]
- 2018 – častna meščanka Ljubljane[16]
- 2021 – ime leta Vala 202[17]
- 2024 – zlati red za zasluge Republike Slovenije[18]